# Tepa Reinikainen
Tepa Reinikainen (né le 16 mars 1976 à Kangasniemi) est un athlète finlandais, spécialiste du lancer du poids. 

## Biographie
Vainqueur des championnats d'Europe juniors de 1995, il atteint la finale des championnats d'Europe en salle 2000 (6e), des championnats du monde en salle 2003 (6e), des championnats du monde en plein air 2003 (6e) et 2005 (8e).
Il est éliminé dès les qualifications lors des Jeux olympiques de 2004.

## Palmarès
| Date | Compétition                    | Lieu        | Résultat | Marque  |
| ---- | ------------------------------ | ----------- | -------- | ------- |
| 1995 | Championnats d'Europe juniors  | Nyíregyháza | 1er      | 17,20 m |
| 2000 | Championnats d'Europe en salle | Gand        | 6e       | 19,93 m |
| 2003 | Championnats du monde en salle | Birmingham  | 6e       | 20,59 m |
| 2003 | Championnats du monde          | Paris       | 6e       | 20,45 m |
| 2005 | Championnats du monde          | Helsinki    | 8e       | 20,09 m |

## Records
| Épreuve         | Marque  | Lieu       | Date            |
| --------------- | ------- | ---------- | --------------- |
| Lancer du poids | 20,88 m | Lapinlahti | 22 juillet 2001 |